# Eric Stuurman
Eric Stuurman (Sliedrecht, 21 januari 1965) is een voormalig rolstoeltennisser uit Nederland. Hij was zowel in het enkel- als in het dubbelspel actief.
Stuurman kreeg op zijn 23e een ongeluk tijdens een training als professioneel motorcrosser. Daarbij werd een ruggenwervel verbrijzeld waardoor hij een dwarslaesie opliep.
Stuurman deed viermaal mee aan de Paralympische Zomerspelen. Bij de Paralympische Zomerspelen van 1996 te Atlanta behaalde hij  brons bij het dubbelspel samen met Ricky Molier. Stuurman kwam ook uit voor Nederland op de Paralympische Zomerspelen 2008 in Peking, waarna hij zijn sportcarrière beëindigde.
In het dagelijks leven is hij werkzaam als zelfstandige in de verkoop en woont hij in Putten.